# Берн, Джерри
Дже́ральд (Дже́рри) Берн (англ. Gerald «Gerry» Byrne; 29 августа 1938, Ливерпуль, Англия — 28 ноября 2015) — английский футболист, защитник сборной Англии, чемпион мира 1966 года.

## Карьера

### Клубная
Воспитанник футбольной школы «Ливерпуля», в нём же начал профессиональную карьеру в 1957 году и играл вплоть до её завершения в 1969 году, став за это время вместе с клубом дважды чемпионом Англии, один раз обладателем Кубка Англии, трижды обладателем Суперкубка Англии и один раз финалистом Кубка обладателей кубков УЕФА. Дебютировал в составе «Ливерпуля» 28 сентября 1957 года, а последний матч сыграл 5 апреля 1969 года. Первый мяч забил 3 февраля 1962 года, а последний 15 января 1966 года. За свою карьеру сыграл 274 матча в лиге и забил 2 гола, а всего за «Ливерпуль» провёл 333 матча и забил 4 гола.

### В сборной
В составе главной национальной сборной Англии дебютировал 6 апреля 1963 года в домашнем матче против сборной Шотландии на стадионе Уэмбли. В 1966 году был включён в состав сборной на финальный турнир чемпионата мира, однако, ни одного матча на этом чемпионате так и не сыграл, тем не менее, вместе со всей командой, получил титул чемпиона мира. Всего сыграл за сборную только 2 матча.
В мае 2009 года Джерри вместе с другими игроками, которые были в заявке сборной Англии на Чемпионат мира 1966 года, но не приняли участия в финальной встрече, получил золотую медаль.

## Достижения
Чемпион мира:
- 1966

Чемпион Англии: (2)
- 1963/1964, 1965/1966

Финалист Кубка обладателей кубков:
- 1965/1966

Обладатель Кубка Англии:
- 1964/1965

Обладатель Суперкубка Англии: (3)
- 1964, 1965, 1966